# Foramen interventriculaire
En neuroanatomie, les foramens interventriculaires (ou trous de Monro en ancienne nomenclature), au nombre de deux, permettent la circulation du liquide cérébrospinal entre les ventricules latéraux et le troisième ventricule.

## Rapports anatomiques
Ils se trouvent sous les ventricules latéraux, en haut du troisième ventricule, derrière le fornix et en avant du thalamus.
Les branches terminales des artères choroïdiennes postérieures, la veine thalamo-striée supérieure, la veine choroïdienne et la veine septale passent à travers ces foramens.

## Pathologies liées
Un rétrécissement au sein de ces foramens peut provoquer certaines pathologies, comme l'hydrocéphalie. Les rétrécissements sont plus présents chez les enfants et peuvent être présents de manière congénitale ou bien apparaître secondairement à une autre pathologie, comme par exemple un kyste des plexus choroïdies ou encore une hémorragie intra-ventriculaire.

## Étymologie
Ils doivent leur nom au médecin britannique Alexander Monro.